# Hyphaene coriacea
Hyphaene coriacea là loài thực vật có hoa thuộc họ Arecaceae. Loài này được Gaertn. mô tả khoa học đầu tiên năm 1788.

## Hình ảnh

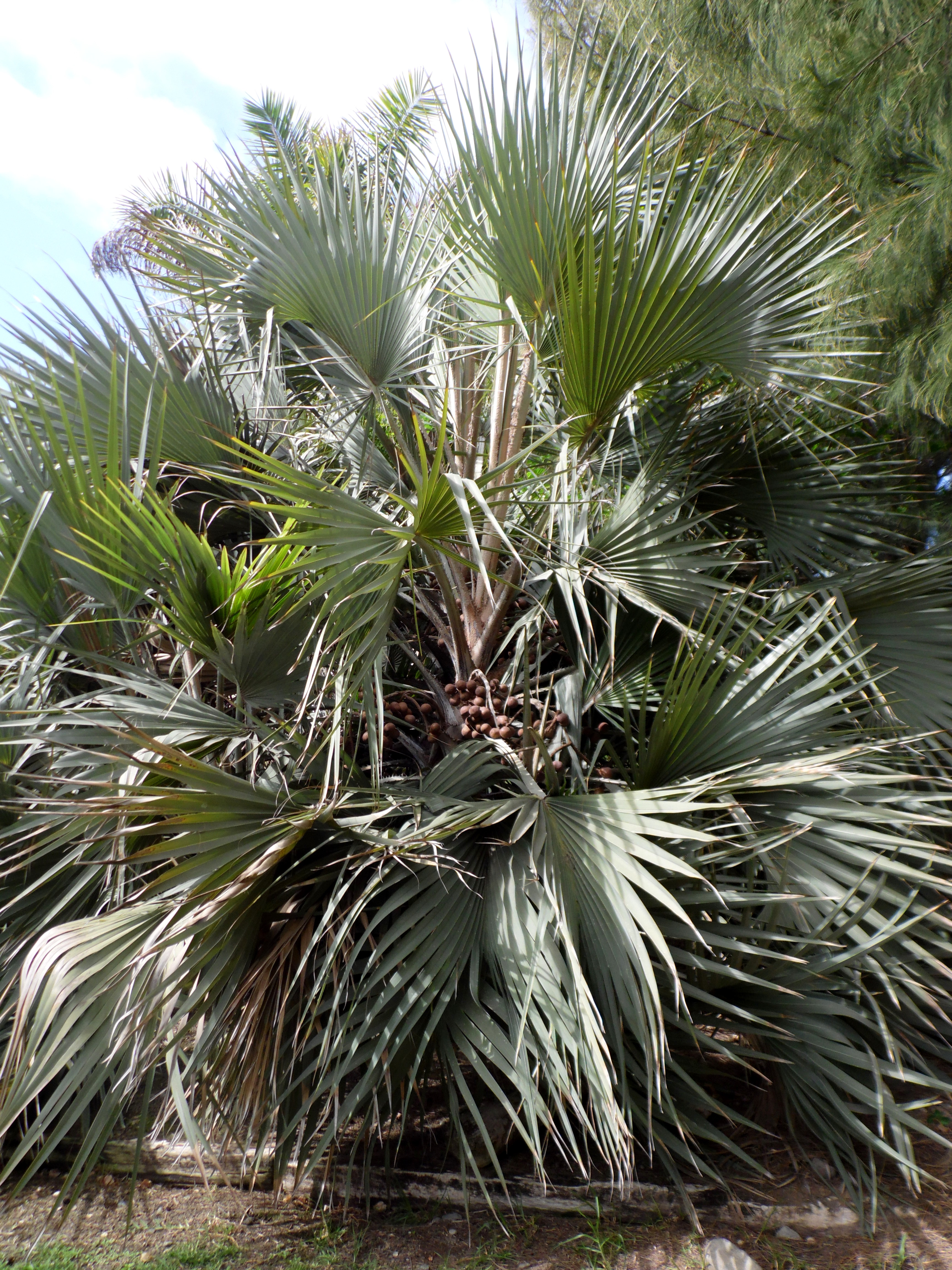
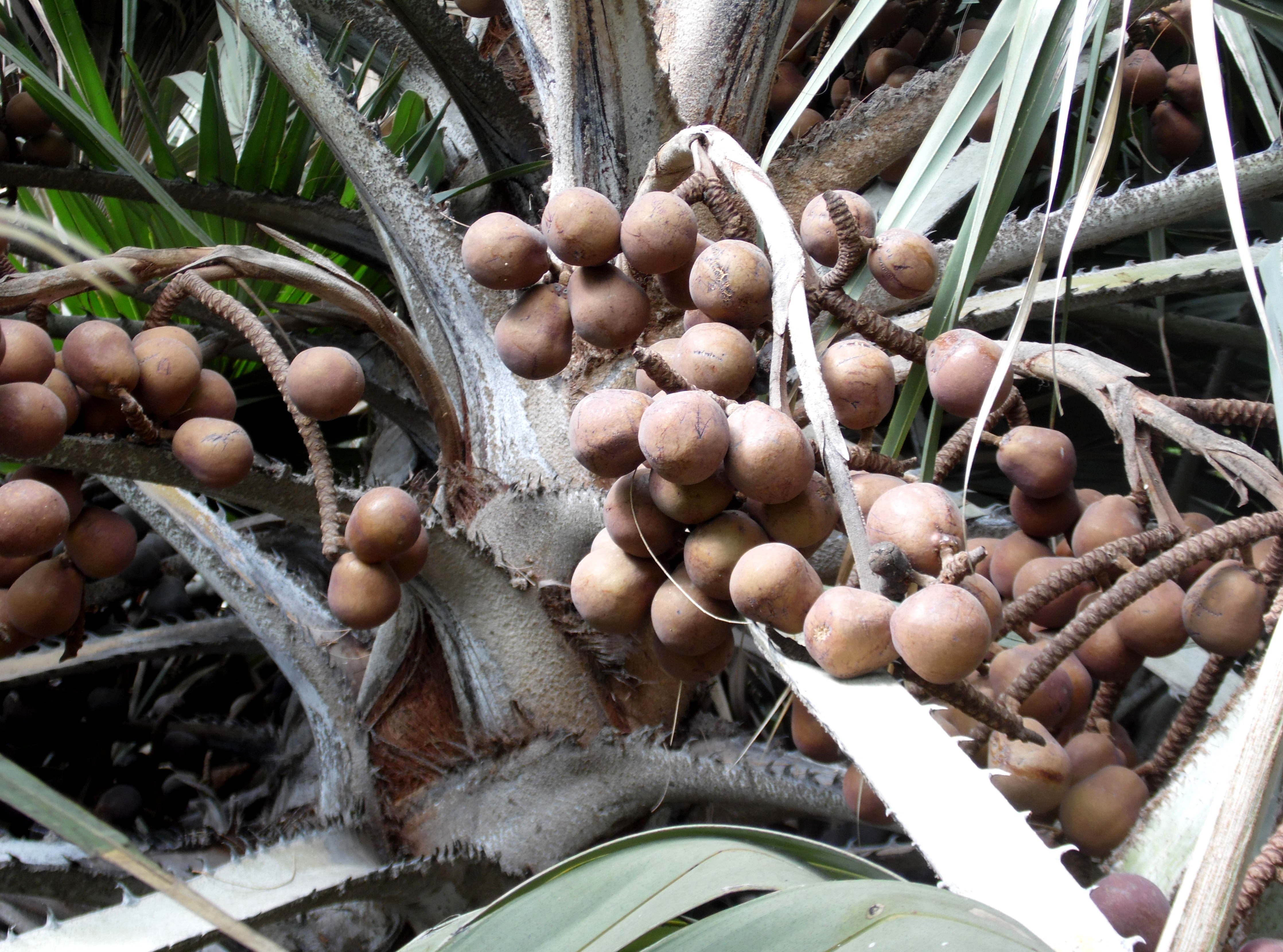